# Chrístos Massalás
Chrístos Massalás (grec moderne : Χρίστος Μασσαλάς), né en 1986 à Ioánnina en Grèce, est un cinéaste et scénariste grec.

## Filmographie

### Longs métrages
| Année | Titre    | Metteur en scène | Scénariste | Producteur | Distribution |
| ----- | -------- | ---------------- | ---------- | ---------- | ------------ |
| 2022  | Broadway | Oui              | Oui        | Non        |              |